# 曾涌泉
曾涌泉（1902年5月15日—1996年11月2日），原名吴大猷，四川新都人，中华人民共和国外交部原副部长。

## 生平
曾涌泉1919年参加五四运动，开始接触马克思主义。1924年，赴苏联留学。1925年11月，加入中国共产党。1927年，进入列宁格勒军政学院学习和工作，并对冯玉祥展开统战工作。1931年，回国化名罗勃夫，在绥远省参加地下工作。1933年，被共产国际召回汇报工作。1934年，被王明指证有政治问题，因而流放加里宁格勒机械厂担任学徒。1937年，共产国际撤销判罚，调任列宁学校翻译。不久国内抗日战争全面爆发，曾涌泉回国，任中共中央军委编译局局长。1938年，任新疆新兵营文化教育主任、俄文教员兼党支部书记。1939年7月，任中国抗日军政大学第三分校军事课教授。1940年，任中央军委编译处处长。1941年，任军政学院中外战争史研究委员会委员兼教员。1942年，任中央军委作战部第四局副局长，同时兼任中央军委编译局局长、俄文学校校长、中央军委直属党委委员、整风学委委员。抗战胜利后，历任晋察冀军区副参谋长、晋察冀军区石门市警备司令部司令员、中共石门市委委员、华北军区补训兵团司令员、石家庄市委常委、华北军事政治大学副校长、党委书记等职。
1949年10月，曾涌泉调入中央人民政府外交部，任驻苏联大使馆公使衔参赞。1952年9月，出任中华人民共和国驻波兰大使。1955年4月，出任中华人民共和国驻民主德国大使。1957年，任外交部副部长。1964年作为团长与副团长余湛参与中国与苏联边界谈判。1966年3月，出任中华人民共和国驻罗马尼亚大使。文化大革命中被打倒。1978年12月，当选中国共产党第十一届中央纪律检查委员会常务委员会委员。1979年，任外交部顾问。1996年11月2日，曾涌泉在北京病逝。
曾涌泉是中共七大、八大代表，第五届、第六届全国政协常务委员。